# Themeda tremula
Themeda tremula là một loài thực vật có hoa trong họ Hòa thảo. Loài này được (Nees ex Steud.) Hack. miêu tả khoa học đầu tiên năm 1889.